# Miraflores (ort i Argentina)
Miraflores är en ort i Argentina.   Den ligger i provinsen Catamarca, i den norra delen av landet, 1 000 km nordväst om huvudstaden Buenos Aires. Miraflores ligger 537 meter över havet och antalet invånare är 1 650.
Terrängen runt Miraflores är varierad. Runt Miraflores är det mycket glesbefolkat, med 3 invånare per kvadratkilometer.. Närmaste större samhälle är San Fernando del Valle de Catamarca, 18,0 km nordost om Miraflores.
Omgivningarna runt Miraflores är i huvudsak ett öppet busklandskap.